# 邻苯二甲酸
邻苯二甲酸，又称酞酸，化學式為C6H4(COOH)2，是苯二甲酸异构体中的一个。苯环上的两个羧基位于邻位。它有两个异构体：间苯二甲酸和对苯二甲酸。
邻苯二甲酸主要用于制取邻苯二甲酸酐，后者是生产染料、香水、糖精、邻苯二甲酸酯、酚酞等化学品的前体。

## 制取及性质
邻苯二甲酸的制取方法有：

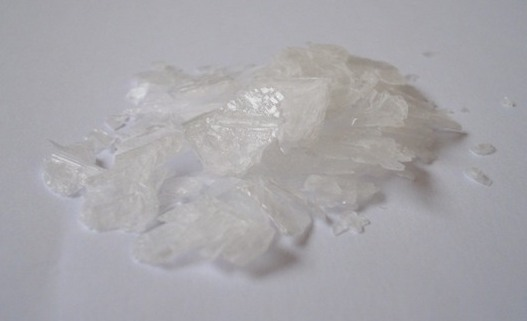
邻苯二甲酸晶体

- 用硝酸氧化四氯萘。该法是最早制得邻苯二甲酸时使用的方法，反应中的四氯萘可通过萘、氯酸钾和盐酸反应制取。
- 用发烟硫酸氧化邻二甲苯，以汞或硫酸汞为催化剂。
- 较新的方法是催化萘直接氧化为邻苯二甲酸酐，再水解。

邻苯二甲酸为白色晶体，210 °C时熔化并分解为水和邻苯二甲酸酐。与过量的石灰共热得到苯。

## 异构体
苯二甲酸共有三种：邻苯二甲酸、间苯二甲酸和对苯二甲酸，差异在于两个羧基在苯环中的位置。有时也用o-、m-、p来指这三种异构体。
|            |            |            |
| 邻苯二甲酸 | 间苯二甲酸 | 对苯二甲酸 |